# Ирина Ласкарис
Ирина Ласкарис (умрла 1240) (грч. Ειρηνη Λασκαρινα, Еирене Ласкарина) била је супруга - царица Никеје. Била је ћерка цара Теодора I Ласкариса, цара Никеје и Ане Комнин Анђел. Њени бака и деда по мајци били су цар Алексије III Анђел и царица Еуфросина Дука Каматер. Њена сестра Марија Ласкарис удала се за краља Белу IV од Мађарске.
Ирена се прво удала за генерала Андроника Палеолога, а после његове смрти постала је жена Теодоровог наследника, будућег цара Јована III Дуке Ватаца 1212. године. Имали су сина, будућег цара Теодора II Ласкариса. Након рођења потоњег, пала је са коња и тешко се повредила да више није могла да има деце. Повукла се у манастир, узевши монашко име Евгенија, и тамо умрла у лето 1240. године, неких четрнаест година пре свог мужа.
Царицу Ирену хвале историчари због њене скромности и разборитости и каже се да је својим примером довела до значајног побољшања морала своје нације.